# Daphne Arden

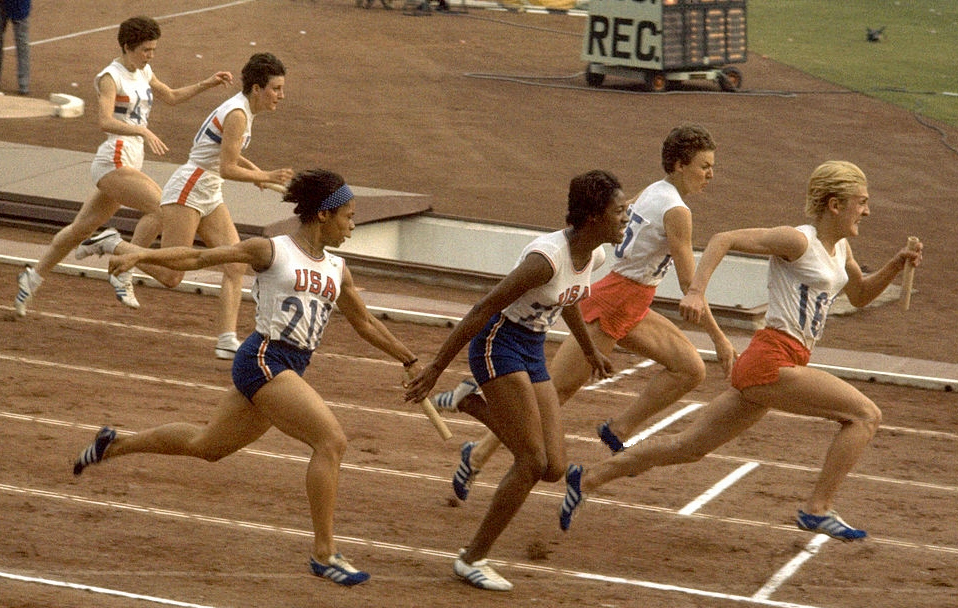
Daphne Arden übergibt den Staffelstab an Dorothy Hyman im 4 × 100-m-Staffelfinale während der Olympischen Spiele in Tokio (21. Oktober 1964)

Daphne Arden (verheiratete Slater; * 29. Dezember 1941 in Birkenhead) ist eine ehemalige britische Sprinterin.
Bei den Leichtathletik-Europameisterschaften 1962 in Belgrad wurde sie jeweils Vierte über 100 und 200 Meter und gewann mit der britischen Mannschaft Bronze in der 4-mal-100-Meter-Staffel. Im selben Jahr wurde sie bei den British Empire and Commonwealth Games in Perth Fünfte über 100 Yards und holte mit der englischen Stafette Silber in der 4-mal-110-Yards-Staffel.
1964 erreichte sie bei den Olympischen Spielen in Tokio über 100 Meter das Halbfinale und wurde Achte über 200 Meter. In der 4-mal-100-Meter-Staffel gewann sie mit dem britischen Quartett in der Besetzung Janet Simpson, Mary Rand, Arden und Dorothy Hyman die Bronzemedaille.
Bei den British Empire and Commonwealth Games 1966 in Kingston wurde sie Achte über 100 Yards und errang mit der englischen Mannschaft erneut Silber in der 4-mal-110-Yards-Staffel.
1964 und 1966 wurde sie englische Meisterin über 100 Yards, 1964 auch über 220 Yards. In der Halle holte sie viermal den nationalen Titel über 60 Yards (1962–1964, 1966).
Daphne Arden startete für die Birchfield Harriers und wurde von Bill Marlow trainiert.